# گرلوو
گرلوو (به لهستانی:  Grylewo) یک روستا در لهستان است که در گمینا وانگروویتس واقع شده‌است.